# Eleonora de Fonseca Pimentel
Eleonora Anna Naria Felice de Fonseca Pimentel, née Leonor da Fonseca Pimentel Chaves, surnommée la « Portugaise de Naples », née le 13 janvier 1752 à Rome et exécutée le 20 août 1799 à Naples, est une poétesse, journaliste et révolutionnaire italienne.
Ses idées libérales ont eu une grande influence sur la révolution de 1799 à Naples.

## Biographie
Appartenant à la noblesse portugaise, Eleonora de Fonseca Pimentel était une enfant précoce qui, sous la tutelle d’un oncle savant, lisait le latin et le grec et composait de la poésie. Ayant suivi, dans son enfance, à la suite des difficultés politiques entre les États pontificaux et le royaume du Portugal, sa famille partit s’installer à Naples, où sa jeunesse, son intelligence, sa richesse et son excellente éducation vinrent à point nommé pour jouer un rôle dans le mouvement des Lumières dans une ville qui, bien exposée aux idées des Lumières européennes sous le règne du monarque éclairé Charles III, possédait, dans les années 1770 et 1780, les prémices d’une intelligentsia et une classe moyenne éduquée, en faisant l’une des sociétés les plus ouvertes d’Italie.
Dans les années 1770, Eleonora devint un membre important des milieux littéraires et les salons napolitains. Elle avait composé, en 1768, un poème à succès sur le mariage du roi Ferdinand Ier et de la reine Marie-Caroline. En 1777, elle rédige également un sonnet en napolitain approuvant l’abolition par le roi Ferdinand du tribut annuel payé au souverain pontife, mais la plupart de sa production littéraire se compose des volumineuses relations épistolaires avec d’autres hommes de lettres, parmi la plus importante une longue correspondance avec Métastase, poète de cour d’Italie à Vienne et un des plus grands librettistes de son siècle.
En 1785, elle se sépare de Pasquale Tria Solis, un officier napolitain, auquel elle donna, en 1778, un enfant mort à l’âge de 8 mois, et qui la battait, au point de provoquer la fausse couche de leur deuxième enfant, et qui l’obligeait à dormir dans la même pièce, et souvent dans le même lit, que son mari et sa maitresse. Retournée chez son père, qui meurt la même année, elle se consacrera désormais aux problèmes liés aux Lumières, comme l’économie, le droit ou le progrès des sciences naturelles.
Dans les années 1790, Eleonora, qui était devenue bibliothécaire de la reine Marie-Caroline,
fut séduite par les idées de la Révolution française, et elle s’employa traduire la littérature consacrée à la réforme sociale et même à la révolution en napolitain pour aider les gens qu’elle croyait aider à se transformer à mieux comprendre les enjeux. Impliquée dans le mouvement jacobin de Naples, qui s’occupait à renverser la monarchie dans le royaume de Naples pour mettre en place une version locale de la République française, elle fut au nombre des chefs de file de la révolution qui renversa la monarchie des Bourbons pour proclamer, le 21 janvier 1799, la République parthénopéenne. Elle dirigea en personne les forces qui obtinrent la capitulation des forces royalistes en garnison au château Sant'Elmo surplombant la ville.
Durant la courte durée de la République parthénopéenne, Eleonora mit ses talents littéraires au service de la jeune République en rédigeant la plupart du matériel pour le journal Monitore Napolitano (it), ainsi nommé en référence au journal français Le Moniteur universel). Elle publia le Monitore (35 numéros et deux éditions spéciales), qui était l’organe officiel du nouveau régime, du 2 février 1799 au 8 juin de la même année. Il Monitore, dont l’influence dans la vie politique de l’éphémère république napolitaine est remarquable, est parfois considéré comme le premier journal politique du monde. Consciente que les petites gens n’avaient pas soutenu la révolution et se méfiaient de la République, elle promut dans sa gazette, renommée Monitore Napoletano, l’usage du  napolitain pour expliquer au peuple les problèmes sociaux du jour dans sa langue. Soucieuse des intérêts du peuple, elle prit parti, dans ses pages, pour ceux dont le gouvernement républicain avait confisqué les biens pour avoir résisté à la révolution.

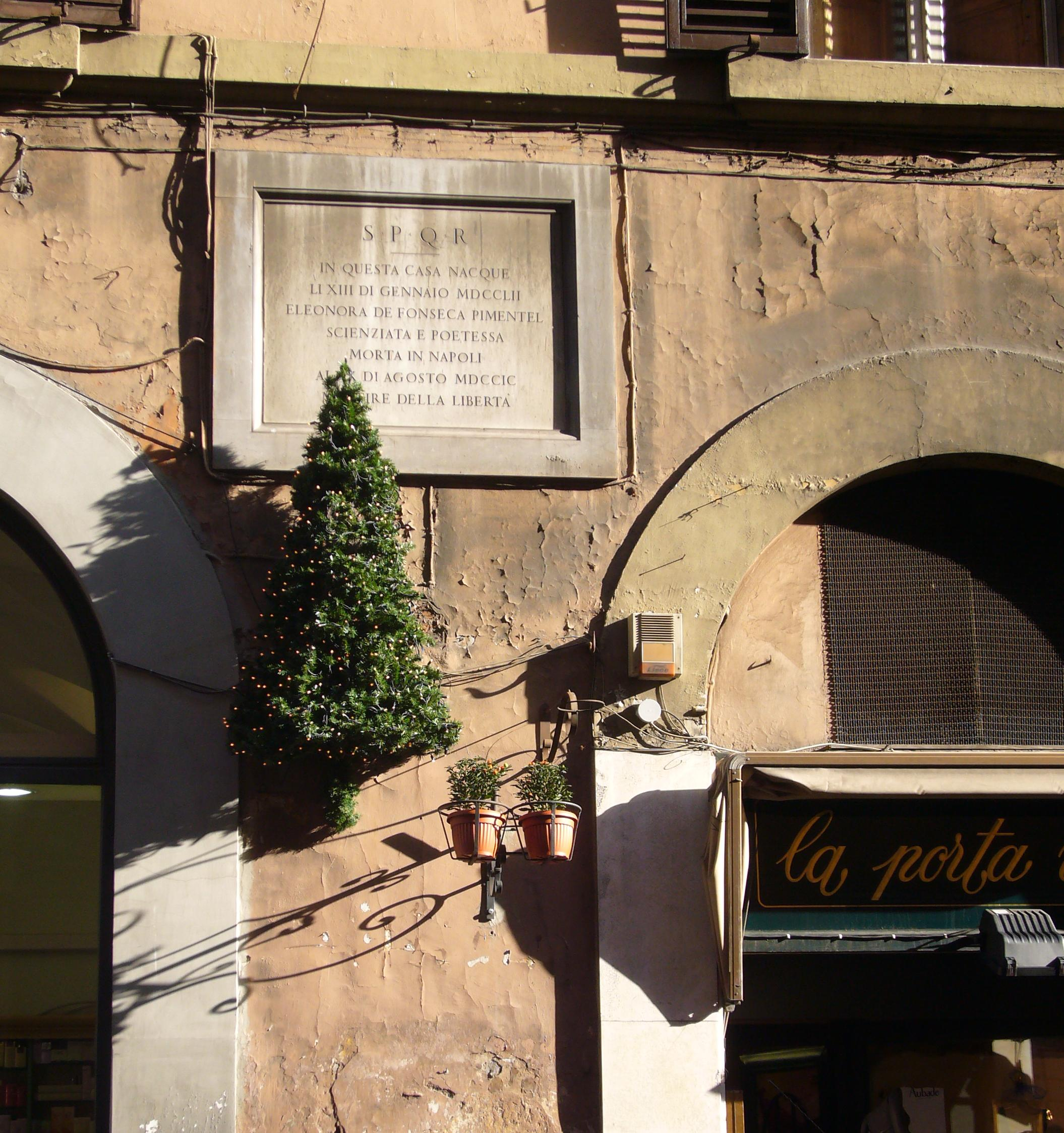
Plaque commémorative à Rome, sur la via di Ripetta, en mémoire d’Eleonora de Fonseca Pimentel.

Lorsque la République fut renversée quelques mois plus tard, Eleonora fut au nombre des révolutionnaires condamnés à  mort par les simulacres de tribunaux royaux de la restauration bourbonienne mis en place par Nelson. Eleonora tenta d’échapper à la peine de mort en affirmant être enceinte. Quand on découvrit qu’elle ne l’était pas, elle demanda à être au moins décapitée, au lieu d’être pendue, car pendre une noble en public était considérée comme tout à fait scandaleux. Alors qu’elle n’avait commis d’autre crime durant la révolution que de publier des journaux et de travailler comme journaliste, Eleonora n’eut droit à aucune pitié et cela lui fut refusé. Elle se vit même refuser le droit de mettre une culotte pour aller au gibet où son corps resta exposé un jour entier après son exécution, sur la place du marché de Naples, avec d’éminents participants à la révolution. De Nicola a écrit que lorsqu’elle fut pendue, « les cris de la foule s’élevèrent jusqu’aux étoiles ».
Selon certaines sources, une des principales raisons pour lesquelles la monarchie restaurée insista sur l’exécution d’Eleonora réside dans ses vers exceptionnellement virulents attaquant férocement la reine Marie-Caroline en exil, l'accusant de lesbianisme et la menaçant de la guillotine.

## Style
Le philosophe italien Benedetto Croce reproche à Eleonora la « mièvrerie arcadienne » de son style : « Si la passion politique [d'Eleonora] était neuve et pleine d'avenir, sa littérature était vieille », défaut partagé, selon lui, par toute la littérature issue de la Révolution française.

## Fiction
Alexandre Dumas, dans son roman La San Felice qui se déroule pendant la révolution napolitaine, fait un portrait élogieux de « la belle, chaste et noble Eleonora Pimentel » en racontant comment, au péril de sa tête, elle assura la direction du journal républicain.